# Kira to Kaiketsu! 64 Tanteidan
 (mai 2025).
Si vous disposez d'ouvrages ou d'articles de référence ou si vous connaissez des sites web de qualité traitant du thème abordé ici, merci de compléter l'article en donnant les références utiles à sa vérifiabilité et en les liant à la section « Notes et références ».
Kira to Kaiketsu! 64 Tanteidan (キラッと解決! 64探偵団) est un jeu vidéo de type party game sorti en 1998 sur Nintendo 64 uniquement au Japon. Le jeu est développé par Pandora Box et édité par Imagineer.